# El liberalismo es pecado
El liberalismo es pecado es el título de un opúsculo de muy amplia divulgación escrito por Félix Sardá y Salvany en 1884, inspirado por El catolicismo liberal (1875) de Gabino Tejado y otros escritos de este autor publicados en el diario tradicionalista El Siglo Futuro.
La tesis esencial, la condena del liberalismo como pecado desde una postura católica tradicionalista, era sostenida en la España de la época (el final del Sexenio Revolucionario y el comienzo de la Restauración borbónica) por la corriente política e intelectual denominada neocatólica, de la que se nutrirían carlistas e integristas (un grupo dentro del carlismo, posteriormente escindido del mismo). Su soporte doctrinal es la encíclica de Gregorio XVI Mirari vos (1832) y el Syllabus de Pío IX (1864).
Al libro se opuso Celestino de Pazos Teijeira con el Proceso del integrismo publicado en Madrid al año siguiente. De ahí nació un debate que llegó a tal punto que tuvo que ser dirimido por la Congregación del Índice que alabó el texto de Sardá y Salvany: 

«en el primero El liberalismo es pecado nada hallo contra la sana doctrina, antes su autor don Félix Sardá y Salvany merece alabanza, porque con argumentos sólidos, clara y ordenadamente expuestos, propone y defiende la sana doctrina en la materia que trata».

Además, se critica el opúsculo así como el tono del mismo publicado por De Pazos.

## Postulados

### Pecado contra la fe
En el opúsculo se comienza explicando que la defensa y convicción en las doctrinas liberales supone un pecado de los más graves, dado que aceptar las premisas liberales supone negar que la fe es el fundamento de todo orden natural y sobrenatural y, por tanto, se trata de un pecado contra la fe, el que se explica ser el más grave de todos. El liberalismo es pecado considera el liberalismo como una herejía que, entre otras cosas, niega la jurisdicción absoluta de Dios sobre los individuos y las sociedades, niega la necesidad de la divina revelación y canoniza el principio de la moral independiente o libre, a pesar de la contradicción que suponen los conceptos moral e independiente.
El opúsculo critica a continuación el principio fundamental liberal que establece que el hombre y la sociedad son perfectamente autónomos o libres con total independencia de todo otro criterio natural o sobrenatural que no sea el suyo propio. Esto lleva aparejado como consecuencia que el criterio de la mayoría se convierte en la única ley social.

### Clasificación de liberales
El autor clasifica a los liberales según su grado de heterodoxia. Así, algunos liberales aplicaban los principios a la enseñanza, otros a la economía civil, otros a las formas políticas,... Es a raíz de esos matices que surgen los distintos partidos políticos, a los cuales critican por su sectarismo, ya que los más moderados son tildados por los demás de retrógrados, mientras que los más avanzados son calificados por sus competidores de demagogos. Concluye este apartado en el opúsculo indicando que liberalismo solo hay uno, si bien liberales los hay de diferentes tipos y grados.

### Sobre el liberalismo católico
Sardá y Salvany critica severamente lo que califica como un intento de conciliar ambas posturas inconciliables. En la obra se opone el dogma liberal de que la razón individual y social posee independencia absoluta con el hecho de que el catolicismo se basa en el dogma de que la razón individual está absolutamente sujeta a la ley de Dios. El liberalismo católico, así, pretende separar iglesia y estado, de manera que el hombre particular debe sujetarse a la revelación de Cristo, mientras que el hombre público puede actuar obviando la existencia de la revelación. En su obra, Sardá y Salvany define esta contradicción como "un dualismo extravagante" que permitía al ciudadano "ser cristiano en el primer concepto y permitiéndole ser ateo en el segundo", lo cual entienden ilógico e insostenible. Tras una larga crítica a las posiciones relativistas y la sustitución de la fe por la humana convicción, el opúsculo concluye este apartado calificando al liberalismo católico de "paganismo con lenguaje y formas católicas".

### Liberalismo práctico y liberalismo doctrinal
En la obra de Sardá y Salvany se distingue entre liberales teóricos y liberales prácticos. Los liberales teóricos son los intelectuales que defienden la doctrina con argumentos y autoridades con arreglo a un criterio racionalista. Los liberales prácticos son la mayoría que ignoran los principios y tal vez los despreciarían de conocerlos en profundidad. Estos últimos son, no obstante, el verdadero motor del liberalismo a través de actuaciones en principio inocuas, como son comprar un periódico liberal, votar a un candidato liberal, aceptar situaciones liberales,...

### Pío IX
Sardá y Salvany citan una serie de escritos y respuestas de Pío IX, al que califican de "azote del liberalismo", donde este papa critica severamente el liberalismo católico y atribuye al liberalismo la ruina de los estados. Para el autor de El liberalismo es pecado, el Syllabus es la última y más solemne condenación del liberalismo.

### De qué es y qué no es el liberalismo
En el apartado titulado "De algo que pareciendo liberalismo no lo es y de algo que lo es aunque no lo parezca", el autor explica que, para algunos, el liberalismo es cierto espíritu de tolerancia y generosidad ante el despotismo y la tiranía; para otros, la igualdad civil; mientras que, para unos terceros, puede ser la oposición a la arbitrariedad gubernamental. 
No obstante, Sardá prefieren iniciar la definición de liberalismo por indicar qué no es el liberalismo, resumiendo que "liberalismo" no son las formas políticas, por democráticas o populares, ni el carácter de república o de monarquía. Es, pues, la sujeción al catolicismo del régimen político lo que determina el carácter de liberal, siendo que un gobierno, aun republicano, será católico si basa su constitución, legislación y política en principios católicos y será liberal si basa su constitución, su legislación y política en principios racionalistas. Se destaca en el opúsculo que nada tiene que ver el liberalismo con el rechazo natural que todo hombre debe profesar a la arbitrariedad y a la tiranía, ni tampoco tiene relación con el deseable espíritu de tolerancia y generosidad, que califica de virtudes precisamente cristianas.
A continuación, se detallan situaciones que, no pareciendo liberales, sí lo son, como, por ejemplo, las monarquías absolutas de Rusia o Turquía o los gobiernos conservadores, los cuales establecen su constitución y legislación no sobre principios de derecho católico, sino sobre otros principios, como la voluntad libre del rey o la voluntad libre de la mayoría conservadora, siendo estos principios liberales y anticatólicos.

### De las formas en que un católico puede ser cómplice del liberalismo
En este apartado, el autor comienza explicando que uno no es siempre autor directo del pecado, sino cómplice por mera connivencia de sus verdaderos autores. Enumera las siguientes actuaciones y actitudes: afiliación a un partido liberal, muestra pública de simpatías con partidos liberales, votación a candidatos liberales, suscripción a periódicos liberales, colaborar en la difusión de las ideas liberales, ocultar la oposición a la ideas liberales, participar en la desamortización, ceder bienes para el desarrollo de ideas liberales y  festejar hitos del desarrollo liberal.